# Isabelle Chatellard
 (septembre 2016).
Isabelle Chatellard (née le 24 janvier 1970 à Sallanches (Haute-Savoie), est une illustratrice française. Elle vit à Lyon. 

## Biographie
Isabelle Chatellard suit une formation artistique à l'École Émile-Cohl à Lyon de 1989 à 1992. On lui doit, depuis 1990, une cinquantaine d'albums traduits dans plusieurs langues (espagnol, italien, anglais, japonais, néerlandais, portugais…) et illustrés chez Autrement, Bilboquet, Didier, Flammarion, Milan, Tourbillon, à L'École des loisirs, aux Éditions du Rouergue… Elle travaille notamment sur des textes d'Anne-Sophie de Monsabert et d'Hubert Ben Kemoun.
Le monde du cirque et de la marionnette est pour elle une source d'inspiration.
On lui doit également les illustrations de l'album Pantin, la pirouette à partir duquel Jean-François Laguionie a écrit un film de court métrage d'animation, Pantin la Pirouette, réalisé par Hubert Chevillard, produit par La Fabrique en 2000, dans lequel une discussion animée a lieu entre les différents jouets peuplant un magasin qui vient d'éteindre ses lumières.
En 1997, elle est récompensée par la Pomme d'Or de Bratislava de la Biennale d'illustration de Bratislava, pour Les Chocottes (texte Olivier Douzou) et pour Olivia à Paris (texte de Rascal).
Elle réalise également les vitrines de Noël du Printemps Haussmann à Paris en décembre 2002.

## Quelques œuvres
- Le Petit Tour, texte d'Anne-Sophie de Monsabert, Autrement jeunesse (1990)
- Le Dragon Bonaventure, texte de Jean Ollivier, coll. « Farandole en poche », (1993)
- Ermeline et sa machine, texte d'Olivier Douzou, Éditions du Rouergue (1994)
- Les Chocottes, texte d'Olivier Douzou, Éditions du Rouergue (1996)
- Olivia à Paris, texte de Rascal, L’École des loisirs (1996)
- L'Arbre à palabres, texte de Régine Detambel, Flammarion-Père Castor (1997)
- Kolos et les quatre voleurs, texte de Jean-Claude Mourlevat, Flammarion (1998)
- Le rat des villes et le rat des champs, Nathan (1998)
- À pas de velours, avec Stéphane Girel, Didier (1999)
- Le Navet de Rascal, L'École des loisirs (1999)
- Les Dames, texte de Nathalie Léger-Cresson (1999)
- Mille ans de poésie, Milan (1999)
- La Galette des trois, texte d'Hubert Ben Kemoun, Flammarion (2000)
- Ma couverture et moi, texte d'Anne-Sophie de Monsabert, Casterman (2000)
- Le Noël de maître Belloni, texte d'Hubert Ben Kemoun, Flammarion (2002)
- Neuf contes tout neufs de fées et princesses, Nathan (2002)
- La Complainte du phoque en Alaska, texte de Michel Rivard, Didier (2003)
- La Nuit du Mélimos, texte d'Hubert Ben Kemoun, Flammarion (2004)
- Les Lutins du père Noël, Flammarion (2004)
- Le Cirque aux étoiles, texte d'Hélène Kerillis, Bilboquet (2005)
- Les histoires d'amour ne sont pas toujours simples, texte d'Hubert Ben Kemoun, Tourbillon, 2005
- Le vengeur masqué des contes de fées[2], texte Christine Beigel, Gautier-Languereau, 2008
- Les Chaussures[3], texte de Gigi Bigot et Pépito Matéo, Didier Jeunesse (2010)
- La princesse au secret, texte de Carl Norac, Gautier-Languereau, 2010
- Rendez-vous sous la lune, texte de Carl Norac, Pastel, 2011
- Mon ti chien, texte de Carl Norac, Didier jeunesse, 2012
- Bazar Circus, conte musical de Carl Norac ; Chostakovitch, Khatchatourian, Rachmaninov... et al., comp. ; dit par Dominique Pinon, Didier jeunesse, 2013 - livre-disque (Grand Prix du livre audio selection jeunesse pour l album Bazar Circus, didier jeunesse en 2014)

## Prix et distinctions
- Prix Chrétien de Troyes 1995[4] pour Ermeline et sa machine, texte de Olivier Douzou
- Pomme d'Or de Bratislava 1997[1], lors de la Biennale d'illustration de Bratislava, pour Les Chocottes (texte Olivier Douzou) et pour Olivia à Paris (texte de Rascal).
- Sélection à la Foire du livre de jeunesse de Bologne (Italie) de 1994 à 2008.
- Sélections à le immagini della fantasia à Sarmede (Italie).
- Sélection à Illustrarte (Portugal).
- Grand Prix du livre audio selection jeunesse pour l album BAZAR CIRCUS didier jeunesse en 2014

## Expositions
- Galerie Jeanne Robillard, Paris,
- Galerie L’Art à la page, Paris,
- Musée de l'illustration jeunesse, Moulins.
- Exposition avec « Art à la Page », rétrospective à Montélimar, janvier à février 2012.
- Exposition à Pithiviers, février 2012.
- Exposition Le cirque avec la galerie Jeanne Robillard, Les Sables-d’Olonne, mars 2012.
- Exposition Parcours d’un travail avec la galerie L’Art à la page au Bastia Festival Una Volta, du 29 mars au 1er avril 2012.